# Synagoge (Budweis)

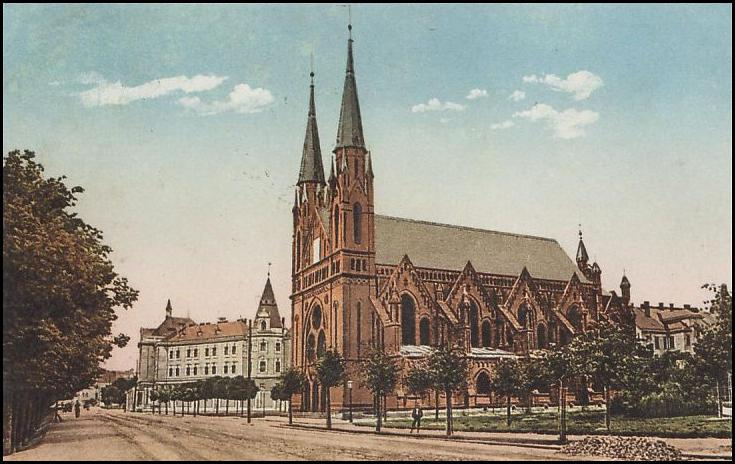
Ansichtskarte mit der Synagoge in Budweis (um 1910)

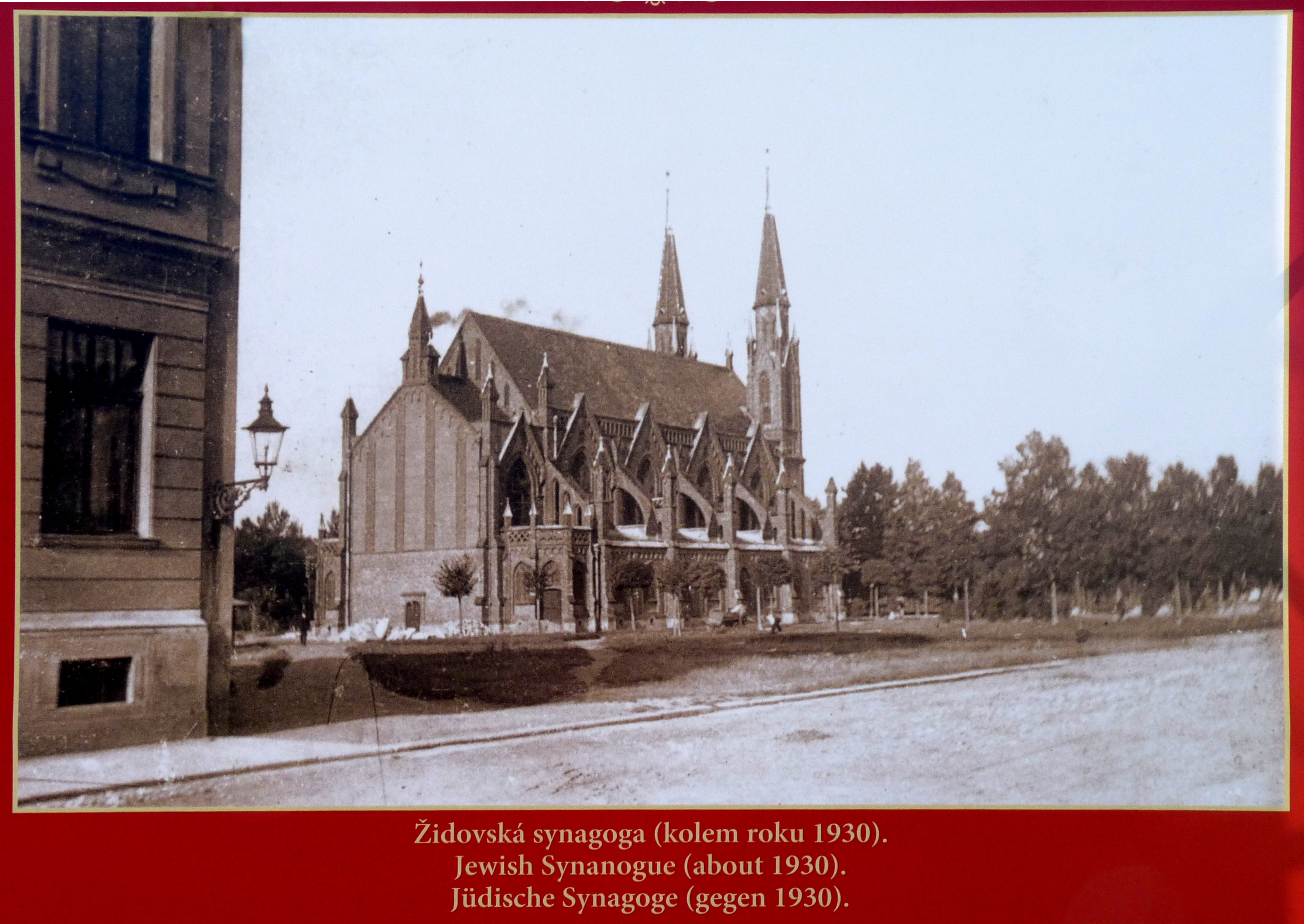
Aufnahme um 1930

Die Synagoge in Budweis (tschechisch České Budějovice), der größten Stadt in Südböhmen, wurde 1887/88 errichtet. Die Synagoge befand sich am Platz des Krumlauer Deiches. 
Das einer gotischen Kirche sehr ähnliche Synagogengebäude wurde nach Plänen des Wiener Architekten Max Fleischer erbaut. Im Jahr 1898 wurde eine Orgel in der Synagoge eingebaut.
Die Synagoge wurde auf Anweisung des damaligen Stadtprotektors Friedrich David (1900–1945) im Juni 1942 von den deutschen Besatzern gesprengt. 
Seit 1992 befindet sich ein Holocaust-Denkmal auf dem Synagogengrundstück.